# Nina Hollensen
Nina Hollensen, född 24 april 1992, är en dansk roddare.
Hollensen tävlade för Danmark vid olympiska sommarspelen 2016 i Rio de Janeiro, där hon tillsammans med Lisbet Jakobsen slutade på 13:e plats i dubbelsculler.